# Breathe (The Prodigy)
Breathe è un singolo del gruppo musicale britannico The Prodigy, pubblicato l'11 novembre 1996 come secondo estratto dal terzo album in studio The Fat of the Land.
La canzone diventa il secondo numero uno consecutivo nella classifica dei singoli inglese. Vince inoltre l'MTV Video Music Award – Viewer's Choice e l'MTV Video Music Awards 1997.

## Tracce
12" (Regno Unito)
1. "Breathe" (Edit) – 3:59
2. "The Trick" – 4:25
3. "Breathe" (Instrumental) – 5:35
4. "Their Law" (Live at Phoenix Festival '96) – 5:24

CD singolo (Regno Unito)
1. "Breathe" (Edit) – 3:59
2. "Their Law"(Live at Phoenix Festival '96) – 5:24
3. "Poison" (Live at Torhout & Werchter Festival '96) – 5:17
4. "The Trick" – 4:25

## Classifiche

### Classifiche settimanali
| Classifica (1997) | Posizione massima |
| ----------------- | ----------------- |
| Australia         | 3                 |
| Austria           | 6                 |
| Belgio (Fiandre)  | 7                 |
| Belgio (Vallonia) | 2                 |
| Finlandia         | 1                 |
| Francia           | 26                |
| Germania          | 8                 |
| Italia            | 4                 |
| Norvegia          | 1                 |
| Nuova Zelanda     | 3                 |
| Paesi Bassi       | 10                |
| Svezia            | 1                 |
| Svizzera          | 5                 |

### Classifiche di fine anno
| Classifica (1997) | Posizione |
| ----------------- | --------- |
| Italia            | 40        |